# Эмма (фильм Диармайда Лоуренса)
«Э́мма» (англ. Emma) — телевизионный фильм 1996 года по одноимённому роману Джейн Остин.

## Сюжет
Молодая и богатая красавица Эмма уверилась в собственном глубоком знании человеческих душ и решила, что может выполнять роль свахи для своих подруг и молодых людей. Она отговаривает скромную девушку Гарриет Смит выходить замуж за фермера, который якобы является неподходящей партией, и избирает для неё викария мистера Элтона. Священник, однако, влюбляется в равнодушную к нему Эмму. Получив отказ, он уезжает, а Гарриет Смит остаётся без жениха. Затем Эмма пытается свести Гарриет со своим новым знакомым — Фрэнком Черчиллем.

## В ролях
| Актёр            | Роль            |
| ---------------- | --------------- |
| Кейт Бекинсэйл   | Эмма Вудхаус    |
| Бернард Хептон   | мистер Вудхаус  |
| Марк Стронг      | мистер Найтли   |
| Дайдо Майлс      | Изабелла Найтли |
| Сильвия Бартер   | миссис Бейтс    |
| Прунелла Скейлс  | мисс Бейтс      |
| Оливия Уильямс   | Джейн Фэйрфакс  |
| Рэймонд Култхард | Фрэнк Черчилл   |
| Джеймс Хазелдайн | мистер Уэстон   |
| Саманта Бонд     | миссис Уэстон   |
| Доминик Роуэн    | мистер Элтон    |
| Люси Робинсон    | миссис Элтон    |
| Джудит Кок       | миссис Годдард  |
| Саманта Мортон   | Гарриет Смит    |
| Алистер Петри    | мистер Мартин   |
| Фиби Уэллс-Купер | мисс Мартин     |